# Tucuxi-delfin
Tucuxi-delfinen (Sotalia fluviatilis) er en lille delfin, der kun lever i ferskvand i Sydamerikas Amazonflod og dens store bifloder. Den er normalt omkring 140 centimeter lang. Dens nære slægtning Sotalia guianensis lever i salt- og brakvand i flodmundinger og lavvande kystområder i Syd- og Mellemamerika samt Caribien.